# Laguenne-sur-Avalouze
Laguenne-sur-Avalouze község Franciaország Új-Aquitania régiójában, Corrèze megyében. Új községként 2019. január 1-jén jött létre két korábbi község: Laguenne és Saint-Bonnet-Avalouze egyesítésével. Az egyesüléskor az új község lélekszáma 1641 fő lett. Lakosainak száma 1565 fő (2022. január 1.).

## Népesség
| Lakosok száma | 1548 | 1546 | 1542 | 1541 | 1553 | 1565 |
|               | 2017 | 2018 | 2019 | 2020 | 2021 | 2022 |